# Proxy (aardwetenschappen)

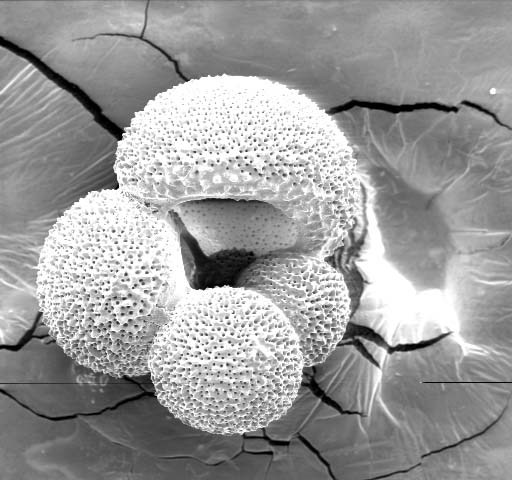
Planktonische foraminiferen zoals Globigerina bulloides hebben een brede toepasbaarheid als klimaat- en milieuproxy.

Een proxy is in de aardwetenschappen een meetbare grootheid die gebruikt kan worden om andere, niet direct meetbare, grootheden uit het geologische verleden te reconstrueren. De te reconstrueren grootheden zijn meestal milieu-gerelateerd, zoals temperatuur, neerslag, oceaanstroming of productiviteit. Door deze toepasbaarheid zijn proxy's met name van groot belang voor de paleoklimatologie. Voorbeelden van een proxy zijn: 
- Het gebruik van jaarringen om temperatuurverandering in het Holoceen te reconstrueren.
- De zuurstofisotopenverhouding in benthische foraminiferen als indicatie voor veranderingen in het totale landijsvolume gedurende het Pleistoceen.
- Dichtheid in stomata op (fossiele) bladeren om CO2-concentraties in het verleden te reconstrueren.
- Een reconstructie van de langzame afname van de golfstroom, in een onderzoek dat teruggaat tot het jaar 400 n.C., bevestigt de daling sedert midden 19e eeuw, versneld sedert midden 20e eeuw.[1]